# Aeroportul Național Tamuín
Aeroportul Național Tamuín (IATA: TSL, ICAO: MMTN) este un aeroport din Tamuín⁠(d), Tamuín Municipality⁠(d), San Luis Potosí, Mexic ce deservește zona Tamuín⁠(d). Aeroportul a fost tranzitat în 2023 de 1.630 de pasageri. A fost numit după zona deservită.
Situat la o altitudine de 50 m, aeroportul dispune de o singură pistă. Este operat de Aeropuertos y Servicios Auxiliares⁠(d).